# Гродис, Иван Игнатьевич
Гродис Иван Игнатьевич (20 декабря 1897, Солоки, Ново-Александровский уезд, Ковенская губерния — 7 сентября 1938 Коммунарка, Московская область) — ответственный руководитель ОГПУ и начальник правления железных дорог СССР

## Биография
Родился в семье крестьянина литовца в местечке Солоки (Салакас), Ново-Александровского уезда (теперь г. Зарасай, Литва).
С 1905 г. учился, а летом пас скот, 1912—1917 г, учился в гимназиях Вильнюса и Воронежа, С июля по октябрь 1917 г, работал рядовым милиционером и делопроизводителем, включился в революционное движение, Был студентом Ленинградского университета Юридического факультета. Осенью 1918 г. вернулся в Литву, вступил в РКП(б), и по заданию партии, после ухода германских войск, организовал волостной ревком. В феврале 1919 г. избран в Ново-Александровский уездной ревком, назначен членом Следственной комиссий и секретарем ревкома.
Ввиду занятия Ново-Александровского уезда белыми и ликвидации советских учреждений, 25 августа 1919 г. поступил в распоряжений политотдела 4 дивизии и до конца 1921 г. участвовал в Гражданской войне красноармейцем, секретарем военкома 28 стр. полка, военкомом 35 стр. полка,
В ноябре 1921 г. через Политуправления Запфронта отозван в г. Смоленск для работы в Особом отделе фронта, оттуда в г, Минск ГПУ Бел, ССР, до 1931 г, работал на ответственных должностях: С 1922 по 1924 — зам. уполномоченного и уполномоченным Пограничного отдела, с 1924 до 1927 г. — начальник КРО ПП ОГПУ по Западному краю, позже до 21 октября 1931 г. — зам. председателя ПП ГПУ Белорусской ССР,
Особенно отличился летом 1924 г. в операции по ликвидации руководителя иностранной разведки Б. Савинкова.
Осенью 1931 г, направлен на железнодорожный транспорт СССР, До ареста 1937 г, был начальником правления Закавказских и Юго-Восточных железных дорог. Последнее место работы — начальник Лузской лесопристани «Севтранслеса»,
Арестован 6 августа 1937 г. и расстрелян 7 сентября 1938 г. на полигоне Коммунарка Московской области.
Реабилитирован 6 июня 1957 г. ВКВС СССР

## Награды
- Орден Красного знамени (14.12.1927), знак «Почетный работник ВЧК — ОГПУ» (1922)